# Gewerbe, Handel und Dienstleistungen
Gewerbe, Handel und Dienstleistungen ist eine zum Beispiel in der Energiewirtschaft oder Statistik übliche Bezeichnung zur Zusammenfassung dieser Wirtschaftssektoren. Sie dient bei der Darstellung erfasster Daten zur Abgrenzung vor allem von der Industrie und von Privathaushalten sowie gegebenenfalls weiteren Sektoren wie etwa Energieversorgung und Verkehr. Meist nutzt man bei der Verwendung der drei Begriffe die Abkürzung GHD.